# Оріфія (амазонка)
Оріфія (дав.-гр. Ὠρείθυια ) — персонаж давньогрецької і римської міфології, амазонка, дочка цариці амазонок Марпесіі.

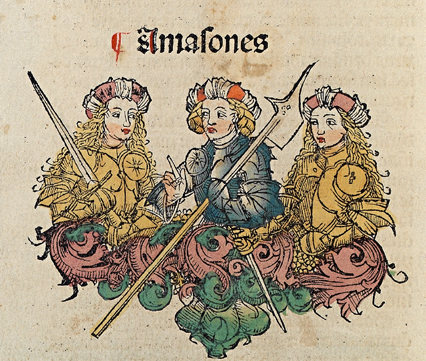
Амазонки

Після смерті своєї матері Оріфія стала новою царицею амазонок. Вона керувала спільно з Антіопою, яка, за деякими версіями, була її сестрою. Її шанували за вічну цноту, а її військові навички вважалися видатними і принесли багато слави царству амазонок.
Згідно з «Епітомами творів Помпея Трога» Історія Філіпа "" Марка Юніана Юстина, Оріфія була однією з ключових персонажів у міфі про дев'ятий подвиг Геракла, в якому він мав дістати пояс цариці амазонок. Помпей Трог виклав цю історію так: Еврістей, цар Мікен, вважав майже неможливим добути царський пояс Оріфії в бою (відповідно до більшості інших версій пояс належав Іпполіті), тому він наказав це зробити Гераклу, який мав зобов'язання перед ним, у якості його дев'ятого подвигу. Геракл спорядив дев'ять військових кораблів і зайняв берега амазонок за відсутності Оріфії. Через безлад і недбалість амазонок їх ряди значно порідшали. Тоді Гераклові легко вдалося захопити в полон Меланіппу й Іпполіту, сестер Антіопи. Геракл повернув Меланіппу після того, як отримав пояс цариці, однак Іпполіту забрав Тесей, цар Афін, як свою частину здобичі. Потім Оріфія очолила амазонок в аттичній війні, покликаній звільнити Іпполіту та помститися за поразку Антіопи. Вона звернулася за допомогою до скіфського царя Сагілла, і той послав їй на допомогу свого сина Панасагора з загоном вершників. Однак між союзниками виникли деякі суперечності, і скіфи полишили поле бою. Зрештою, амазонки зазнали поразки, але зуміли втекти до табору своїх союзників і під їх захистом благополучно повернулися додому.
Існує й інша версія того, що сталося після вторгнення Геракла: деякі фракійські та скіфські раби утримувалися в Афінах для особистої охорони афінського царя, і Оріфія скористалася цією можливістю, щоб помститися за поразку своєї сестри. Вона скликала скіфських союзників разом із фракійськими і послала дві групи послів для переговорів. Завданням однієї з груп було налагодження зв'язку з лідерами рабів, щоб отримати їх допомогу в обмін на свободу, а іншої — забезпечення гарантії того, що Лаконія не допомагатиме Афінам. Потім Оріфія з тріумфом провела свою армію через Кімерійський Боспор, Дунай і район Фракії. Оріфія взяла в облогу Афіни, проте в битві Антіопа була вбита. Оріфія збудувала гробницю для Антіопи після укладення договору з афінянами. У боях Оріфія отримала серйозні поранення і, зрештою, померла від них. Дорогою додому її поховала її армія. Наступницею Оріфії стала Пентесілея.
Один із розділів твору " Про знаменитих жінок " Джованні Боккаччо був присвячений Оріфії й Антіопі.